# Irvin Yeaworth
Irvin Shortess Yeaworth Jr. (Berlijn, 14 februari 1926 - Amman, Jordanië, 19 juli 2004) was een Amerikaans filmregisseur, producent en scenarist.
Hij begon zijn carrière op 10-jarige leeftijd zingend bij KDKA, het eerste radiostation in Pittsburgh. Later werd hij radioproducent, maar hij is vooral bekend geworden als regisseur van The Blob.
Yeaworth overleed in 2004 door een verkeersongeval.

## Filmografie
- The Flaming Teen-Age (1956)
- The Blob (1958)
- 4D Man (1959)
- Dinosaurus! (1960)
- The Gospel Blimp (1967)
- Way Out (1967)